# Ferro-papikeite
La ferro-papikeite (simbolo IMA: Fpa) è un raro minerale del supergruppo dell'anfibolo, all'interno del quale viene collocato nel "gruppo degli anfiboli con W(OH,F,Cl)-dominante" e da lì al sottogruppo degli anfiboli di magnesio-ferro-manganese dove occupa un posto nel "gruppo contenente la radice papikeite nel nome"; essendo un anfibolo, appartiene agli inosilicati e pertanto alla famiglia minerale dei "silicati", e possiede composizione chimica NaFe2+2(Fe2+3Al2)(Si5Al3)O22(OH)2.

## Etimologia e storia
La ferro-papikeite è stata chiamata in questo modo per la sua relazione con la papikeite, con il ferro che sostituisce il magnesio. Il nome del gruppo/radice, papikeite, è in onore di James J. Papike (1937 - 2020), professore e mineralogista presso l'Institute of Meteoritics dell'Università del Nuovo Messico (Stati Uniti) che determinò le strutture di molti anfiboli e pirosseni.
Prima della revisione della nomenclatura degli anfiboli del 2012 il minerale era chiamato sodic-ferrogedrite.

## Classificazione
La classica nona edizione della sistematica dei minerali di Strunz, aggiornata dall'Associazione Mineralogica Internazionale (IMA) fino al 2009, elenca la ferro-papikeite con il nome sodic-ferrogedrite e la colloca nella classe "9. Silicati (germanati)" e da lì nella sottoclasse "9.D Inosilicati"; questa viene ulteriormente suddivisa in base alla struttura cristallina del minerale, in modo tale che la ferro-papikeite possa essere trovata nella sezione "9.DE Inosilicati con catene doppie di periodo 2, Si4O11; clinoanfiboli" dove forma il sistema nº 9.DE.05.
Nell'edizione successiva, proseguita dal database "mindat.org", la classificazione resta in parte invariata: la ferro-papikeite resta nella classe dei "silicati" e nella sottoclasse degli "inosilicati", ma viene smistata nella sezione "9.DD Inosilicati con catene doppie di periodo 2, Si4O11; ortoanfiboli" in seguito alla scoperta che il minerale è un orto-anfibolo e non un clino-anfibolo; qui forma il sistema nº 9.DD.05.
Anche la classificazione dei minerali secondo Dana, usata principalmente nel mondo anglosassone, elenca la ferro-papikeite con il nome sodic-ferrogedrite e la colloca nella famiglia dei "silicati"; qui è nella classe degli "inosilicati: catene doppie non ramificate, W=2" e nella sottoclasse degli "inosilicati: catene doppie non ramificate, configurazione anfibolo W=2" dove forma il sistema nº 66.01.02.

## Abito cristallino
La ferro-papikeite cristallizza nel sistema ortorombico nel gruppo spaziale Pnma (gruppo nº 62) con i parametri di cella a = 18,628(4) Å, b = 17,888(4) Å e c = 5,303(1) Å, oltre ad avere 4 unità di formula per cella unitaria.

## Origine e giacitura
La ferro-papikeite è stata trovata nelle rocce metavulcaniche felsiche di medio grado; la paragenesi è con quarzo, albite, biotite e clorite.
Il minerale è molto raro ed è stato trovato in pochi siti sparsi per il mondo: la sua località tipo presso il distretto minerario di "Nordmark" (59.84389°N 14.10083°E) vicino a Filipstad (Svezia); la miniera di "Kutemajärvi" presso Orivesi (Finlandia); la cava di "La Juanona" vicino ad Antequera (in Andalusia, Spagna); nella miniera "Kawai" nella città di Ena (prefettura di Gifu, Giappone); sul monte Wright nella contea di Fresno (California, Stati Uniti).

## Forma in cui si presenta in natura
La ferro-papikeite si presenta come grani subedrali isolati di dimensioni fino a 3 mm e come fasci di prismi subedrali di dimensioni fino a 4 mm. Il minerale è traslucido con lucentezza vitrea; il colore è marrone chiaro, mentre quello del suo striscio va dal marrone pallido molto chiaro fino a essere incolore.

## Proprietà ottiche
La ferro-papikeite mostra un visibile pleocroismo con colori che vanno dal marrone pallido molto chiaro secondo {\displaystyle x} al color miele secondo {\displaystyle y} e {\displaystyle z}.